# 泳者之心
是一部于2024年上映的美国传记体育片，由喬奇姆·羅寧执导，傑夫·內桑森编剧，电影改编自格倫·斯陶特2009年的同名小说。电影讲述了从小就热爱游泳的特鲁迪·埃德尔如何以其坚持不懈和敢于追求梦想的精神，打破偏见与歧视，实现她最终的梦想。此电影是华特迪士尼影片公司与傑瑞·布洛克海默電影共同制作。由艾蜜莉亞·華納作曲和配乐。
电影原型来自格特鲁德·埃德尔，她在1924年巴黎奥运会女子100米自由泳和女子400米自由泳项目上夺得铜牌，同时她也是首位成功游泳穿越英吉利海峡的运动员。此电影整体表达了坚持不懈，努力有回报的精神。

## 演員
- 黛西·蕾德莉飾演格特鲁德·「特鲁迪」·埃德尔
- 蒂達·柯漢-哈維（英语：Tilda Cobham-Hervey）飾演瑪格麗特·「梅格」·埃德爾（Margaret "Meg" Ederle）
- 史提芬·格拉漢姆飾演比爾·伯吉斯（英语：Bill Burgess）
- 金·波德尼亞飾演亨利·埃德爾（Henry Ederle）
- 珍娜特·漢恩（英语：Jeanette Hain）飾演格特魯德·安娜·埃德爾（Gertrude Anna Ederle）
- 基斯杜化·艾克斯頓飾演賈貝茲·沃爾夫（英语：Jabez Wolffe）
- 格倫·弗萊舍爾飾演詹姆斯·沙利文（James Sullivan）
- 茜安·克利福德（英语：Sian Clifford）飾演夏洛特·愛潑斯坦（Charlotte Epstein）

## 外部連結
- 互联网电影数据库（IMDb）上《泳者之心》的资料（英文）